# Günter Haritz
Günter Haritz, né le 16 octobre 1948 à Heidelberg, est un coureur cycliste allemand. Il a notamment été champion olympique de poursuite par équipes aux Jeux de 1972 à Munich et champion du monde de cette discipline en 1970 chez les amateurs et en 1973 chez les professionnels. Il a également été champion d'Allemagne sur route en 1974.

## Biographie
Il est contrôlé positif lors du Tour d'Espagne 1976 et doit quitter la course après l'analyse de l'échantillon B.

## Palmarès sur piste

### Jeux olympiques
- Munich 1972
  -  Champion olympique de poursuite par équipes (avec Jürgen Colombo, Udo Hempel, Günther Schumacher)

### Championnats du monde
- 1970 (amateurs)
  -  Champion du monde amateurs de poursuite par équipes (avec Peter Vonhof, Hans Lutz, Günther Schumacher)
- 1971 (amateurs)
  -  Médaillé de bronze de la poursuite par équipes
- 1973
  -  Champion du monde de poursuite par équipes (avec Peter Vonhof, Hans Lutz, Günther Schumacher)

### Six jours
- 1975 : Francfort, Londres, Munich, Münster, Zurich (avec René Pijnen)
- 1976 : Berlin, Francfort (avec Dietrich Thurau), Brême, Münster (avec René Pijnen), Grenoble (avec Bernard Thévenet)
- 1977 : Cologne (avec René Pijnen)

### Championnats d'Europe
- Champion d'Europe de derny en 1975
- Champion d'Europe de l'américaine en 1976 avec René Pijnen

## Palmarès sur route
- 1974
  -  Champion d'Allemagne sur route
- 1975
  - 2e du championnat d'Allemagne sur route
- 1976
  - 3e du championnat d'Allemagne sur route
- 1979
  - 2e du championnat d'Allemagne sur route

## Résultats sur les grands tours

### Tour d'Italie
- 1974 : 92e

### Tour d'Espagne
- 1976 : abandon